# Misterbianco
Misterbianco is een gemeente in de Italiaanse provincie Catania (regio Sicilië) en telt 49 253 inwoners (31-12-2013). De oppervlakte bedraagt 37,5 km², de bevolkingsdichtheid is 1313 inwoners per km².

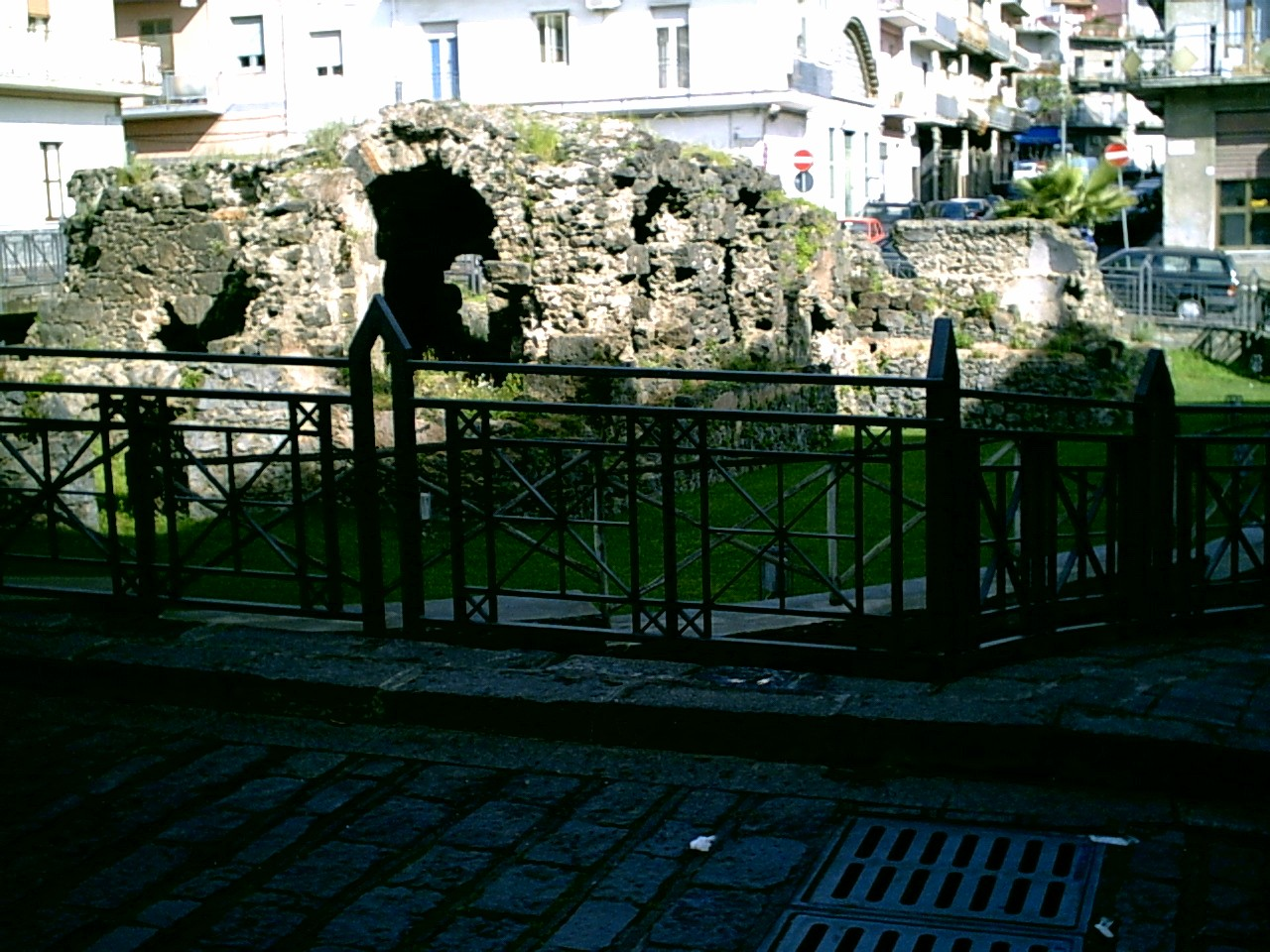
Romeins badhuis
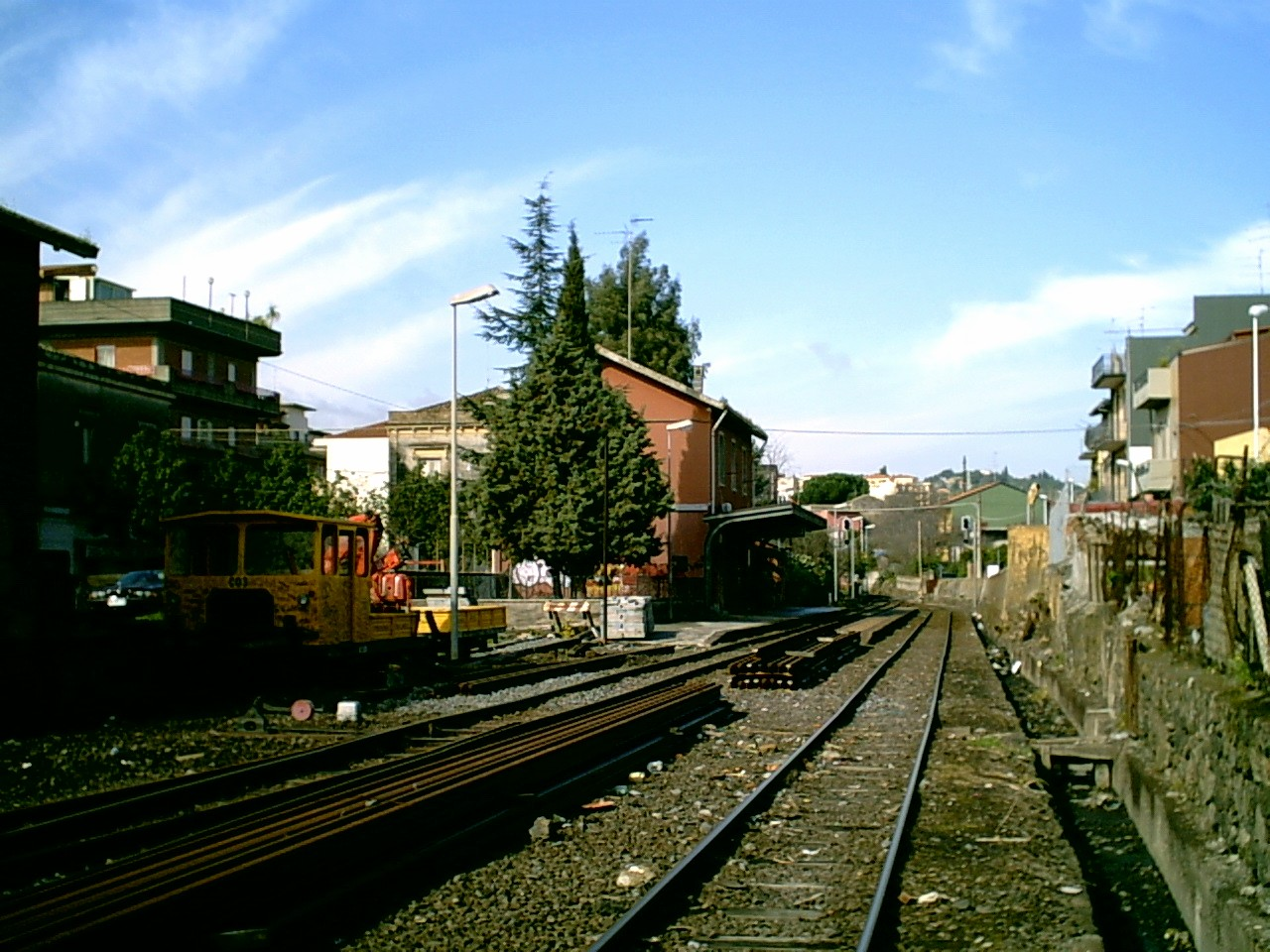
Station

## Geografie
De gemeente ligt op ongeveer 210 m boven zeeniveau.
Misterbianco grenst aan de volgende gemeenten: Camporotondo Etneo, Catania, Motta Sant'Anastasia, San Pietro Clarenza.

## Geboren in Misterbianco
- Salvatore Marchese (1811-1880), hoogleraar rechtsgeleerdheid aan de universiteit van Catania, rector, parlementslid
- Pino Cerami (1922-2014), Belgisch wielrenner van Italiaanse afkomst